# Nexus 9
Nexus 9 (có tên mã là Volantis hoặc Flounder) là một chiếc máy tính bảng được cùng phát triển bởi Google và HTC chạy hệ điều hành Android. Đây là chiếc máy tính bảng thứ tư trong dòng Google Nexus, một dòng các thiết bị tiêu dùng Android được quảng bá bới Google và được sản xuất bởi một OEM đối tác. Thiết bị này có 2 phiên bản bộ nhớ, 16 GB với giá 399 USD và 32 GB với giá 479 USD. Cùng với điện thoại Nexus 6 và thiết bị phương tiện số Nexus Player, Nexus 9 được cài đặt sẵn phiên bản Android 5.0 Lollipop, mang đến nhiều tính năng mới, đáng chú ý là giao diện Material Design mới, và sự thay thế máy ảo Dalvik với ART. Google đã thêm vào một bước "Kích hoạt mở khóa OEM" trước khi người dùng có thể mở khóa bootloader của Nexus 9.

## Phát hành
Nexus 9 được công bố vào ngày 15 tháng 10 năm 2014, có thể được đặt trước từ ngày 17 tháng 10 và được phát hành ngày 3 tháng 11 năm 2014. Một phiên bản 4G LTE đã được phát hành tại Mỹ vào ngày 12 tháng 12 năm 2014.

## Các thông số

### Phần cứng
Chiếc máy tính bảng Nexus 9 giới thiệu một màn hình hiển thị 8,9 inch IPS LCD với độ phân giải 1536x2048 và kính cường lực Corning Gorilla Glass 3. Nó chạy trên vi xử lý NVIDIA Tegra K1 và có 2 GB bộ nhớ RAM.

### Phần mềm
Nexus 9 được cài đặt sẵn phiên bản Android 5.0 Lollipop.
Tháng 12 năm 2014, Android 5.0.1 Lollipop được phát hành cho Nexus 9. Android 5.0.2 Lollipop được phát hành cho thiết bị này vài tháng sau, vào tháng 5 năm 2015. Cuối tháng đó, Android 5.1.1 Lollipop cũng được phát hành cho Nexus 9.
Google đã phát hành bản cập nhật Android 6.0 Marshmallow cho Nexus 9 vào tháng 10 năm 2015. Vào tháng 12 năm 2015, Android 6.0.1 Marshmallow được phát hành cho Nexus 9, cùng với các thiết bị khác.
Vào ngày 22 tháng 8 năm 2016, Google phát hành bản cập nhật Android 7.0 Nougat cho Nexus 9, cũng như vài thiết bị khác.

## Các vấn đề
Một số người dùng đã báo cáo (trên các trang mạng xã hội như reddit) về sự không thỏa mãn về chất lượng của bản dựng với các vấn đề cụ thể. Một số người đánh giá đã tiếp nhận các vấn đề trên trong khi những người dùng và người đánh giá khác chưa gặp phải những vấn đề này.
- Có thể có một khoảng trắng ở phần trên cùng của màn hình.[18]
- Nền màn hình bị rời ra.[19]
- Máy ảnh cho ảnh có chất lượng kém và lấy nét lâu.[20][21]
- Lô Nexus 9 đầu có vấn đề về các nút âm lượng và nguồn. HTC có thể đã giải quyết vấn đề này trong các lô tiếp theo.[22]